# Kokumin no Seikatsu ga Daiichi
Kokumin no Seikatsu ga Daiichi (jap. 国民の生活が第一, dt. etwa „Das Leben der Bürger [kommt] zuerst“ oder auch „… des Volkes …“, kurz Seikatsu (生活); engl. People's Life First, kurz LF) war eine politische Partei in Japan unter Vorsitz von Ichirō Ozawa, die in der zweiten Jahreshälfte 2012 bestand. Medien und Öffentlichkeit bezeichneten die Partei oft als Ozawa shintō (小沢新党), die „neue Ozawa-Partei“.
Gegründet wurde sie im Juli 2012, nachdem Ozawa und 48 weitere Abgeordnete der regierenden Demokratischen Partei aus beiden Kammern des nationalen Parlaments in Opposition zur geplanten Verdopplung der Mehrwertsteuer (shōhi-zei, wörtl. „Verbrauchs-“ oder „Konsumsteuer“) aus der Partei ausgetreten beziehungsweise ausgeschlossen worden waren. Unter dem späteren Parteinamen hatten sie sich bereits Anfang Juli 2012 zu Parlamentsfraktionen in beiden Kammern zusammengeschlossen. Nach ihrer Gründung war die Partei mit 36 Mitgliedern im Unterhaus die zweitgrößte Oppositionspartei – der Abgeordnete Chōbin Zukeran beteiligte sich zwar an der Fraktions- nicht aber der Parteigründung. Kurzfristiges Hauptziel der Partei war die Verhinderung der Mehrwertsteuererhöhung; weitere beim Gründungstreffen verkündete Programmpunkte sind die Ablehnung der von der Regierung verfolgten Wiederinbetriebnahme der Kernkraftwerke, eine rasche Umsetzung von Reformen zur fiskalischen Dezentralisierung und die Fortsetzung antideflationärer Politik. Mit der ebenfalls von der Demokratischen Partei abgespaltenen Shintō Kizuna wurde eine gemeinsame Unterhausfraktion gebildet. Verhandlungen über eine Zusammenarbeit mit der Ōsaka Ishin no Kai von Tōru Hashimoto, die bei der nächsten Unterhauswahl in die nationale Politik vorstieß, scheiterten über die Frage der möglichen Teilnahme Japans an der transpazifischen Freihandelszone TPP; Ozawas Partei lehnt die Teilnahme ab, Hashimotos Partei strebt sie an.
Generalsekretär der Partei war Shōzō Azuma, die Generalversammlung der Abgeordneten beider Kammern führte Kenji Yamaoka, die Versammlung der Unterhausabgeordneten Sadatoshi Kumagai, die der Oberhausabgeordneten Tadashi Hirono, den Wahlkampfausschuss Ozawa selbst. Der Parteiname griff einen Slogan der Demokratischen Partei aus dem Unterhauswahlkampf 2009 auf.
Anfang August 2012 stellte die Partei bei der Eröffnung der Parteizentrale die Kernpunkte ihres politischen Programms vor: Die „drei dringendsten Maßnahmen“ waren danach die Verhinderung beziehungsweise Rücknahme der Mehrwertsteuererhöhung, der vollständige Atomausstieg binnen zehn Jahren und die Stärkung der Gebietskörperschaften. Eine Formulierung von konkreten Forderungen auf anderen Politikfeldern wurde vertagt. Mit der Neuen Partei Kizuna sollte ein baldiger Zusammenschluss erfolgen, eine Zusammenarbeit, aber keinen Zusammenschluss, sollte es mit der Neuen Partei Daichi von Muneo Suzuki geben. Im November 2012 traten die Abgeordneten der Shintō Kizuna mit Ausnahme des Vorsitzenden Akira Uchiyama Ozawas Partei bei.
Am 27. November 2012 beschloss der Parteivorstand, die Partei aufzulösen und der neuen Nippon Mirai no Tō („Zukunftspartei Japans“) von Yukiko Kada beizutreten. Die Zukunftspartei spaltete sich nach der verheerenden Unterhauswahl im Dezember 2012 wieder. Indirekter Nachfolger der Kokumin no Seikatsu ga Daiichi ist die Seikatsu no Tō von Ichirō Ozawa, in der sich die meisten verbliebenen Abgeordneten sammelten.